# Töreboda (Gemeinde)
Koordinaten: 58° 42′ N, 14° 8′ O

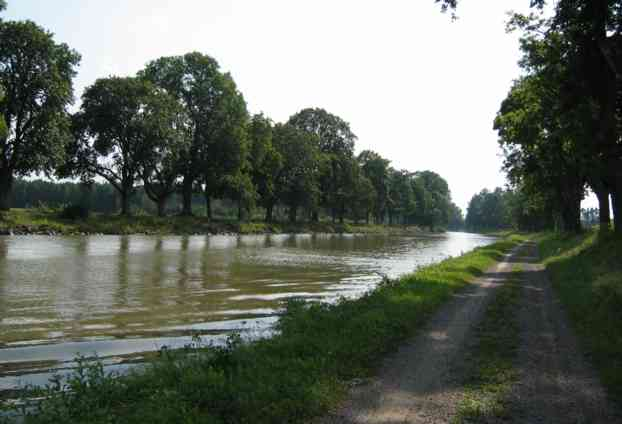
Göta-Kanal

Töreboda ist eine Gemeinde (schwedisch: kommun) in der schwedischen Provinz Västra Götalands län und der historischen Provinz Västergötland.
Hauptort der Gemeinde ist Töreboda, weitere nennenswerten Ortschaften sind

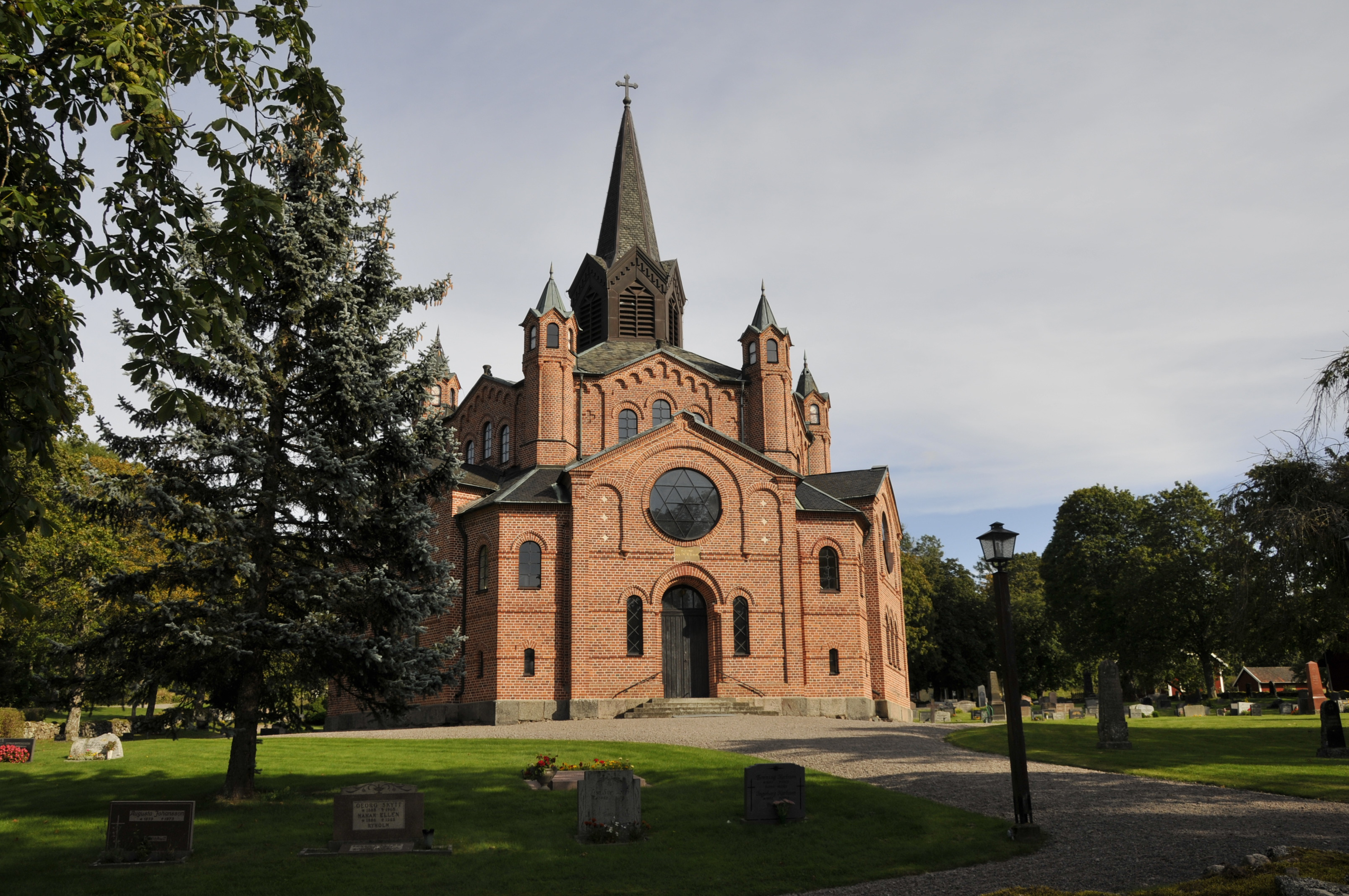
Kirche in Beateberg

- Beateberg

- Bäck
- Fredsberg
- Fägre
- Moholm
- Älgarås

## Geographie
Das Gemeindegebiet von Töreboda ist ein von der Eiszeit geprägtes Hügelland. An der Gemeindegrenze liegen einige Seen: westlich von Törboda der See Ymsen, im Südwesten der Vogelsee Östen, im Nordosten der See Unden und im Südosten der See Viken. Vom Viken, dem höchsten Gewässer des Göta-Kanals, zieht sich der Kanal nach Nordosten durch den Hauptort Töreboda, wo die Eisenbahnhauptlinie Stockholm-Göteborg den Kanal kreuzt.
Bei Älgarås, 18 Kilometer nördlich des Zentralortes Töreboda, schlug König Sverker Karlsson 1205 einen Aufstand der Thronprätendenten aus dem Geschlecht Eriks nieder.

## Wirtschaft
Die Gemeinde Töreboda hat einen überdurchschnittlich hohen Anteil an landwirtschaftlich Erwerbstätigen, aber auch der industrielle Bereich ist stark. Es herrschen vor allem Klein- und Mittelbetriebe vor.

## Persönlichkeiten
- Fredrik von Otter (1833–1910), Admiral und Ministerpräsident